# دختران زیبا، شوهران حیله‌گر
دختران زیبا، شوهران حیله‌گر 
(به تلوگویی: Vayyari Bhamalu Vagalamari Bhartalu) فیلمی محصول سال ۱۹۸۲ و به کارگردانی کاتا سوبا رائو است. در این فیلم بازیگرانی همچون ن. ت. راما رائو، سری دوی، کریشنا، رادیکا ساراتکومار ایفای نقش کرده‌اند.